# 5153 Gierasch
5153 Gierasch este un asteroid din centura principală de asteroizi.

## Descriere
5153 Gierasch este un asteroid din centura principală de asteroizi. A fost descoperit pe 9 aprilie 1940 la Turku de Yrjö Väisälä. Asteroidul prezintă o orbită caracterizată de o semiaxă mare de 2,66 ua, o excentricitate de 0,17 și o înclinație de 12,8° în raport cu ecliptica.